# Hydraule de Dion

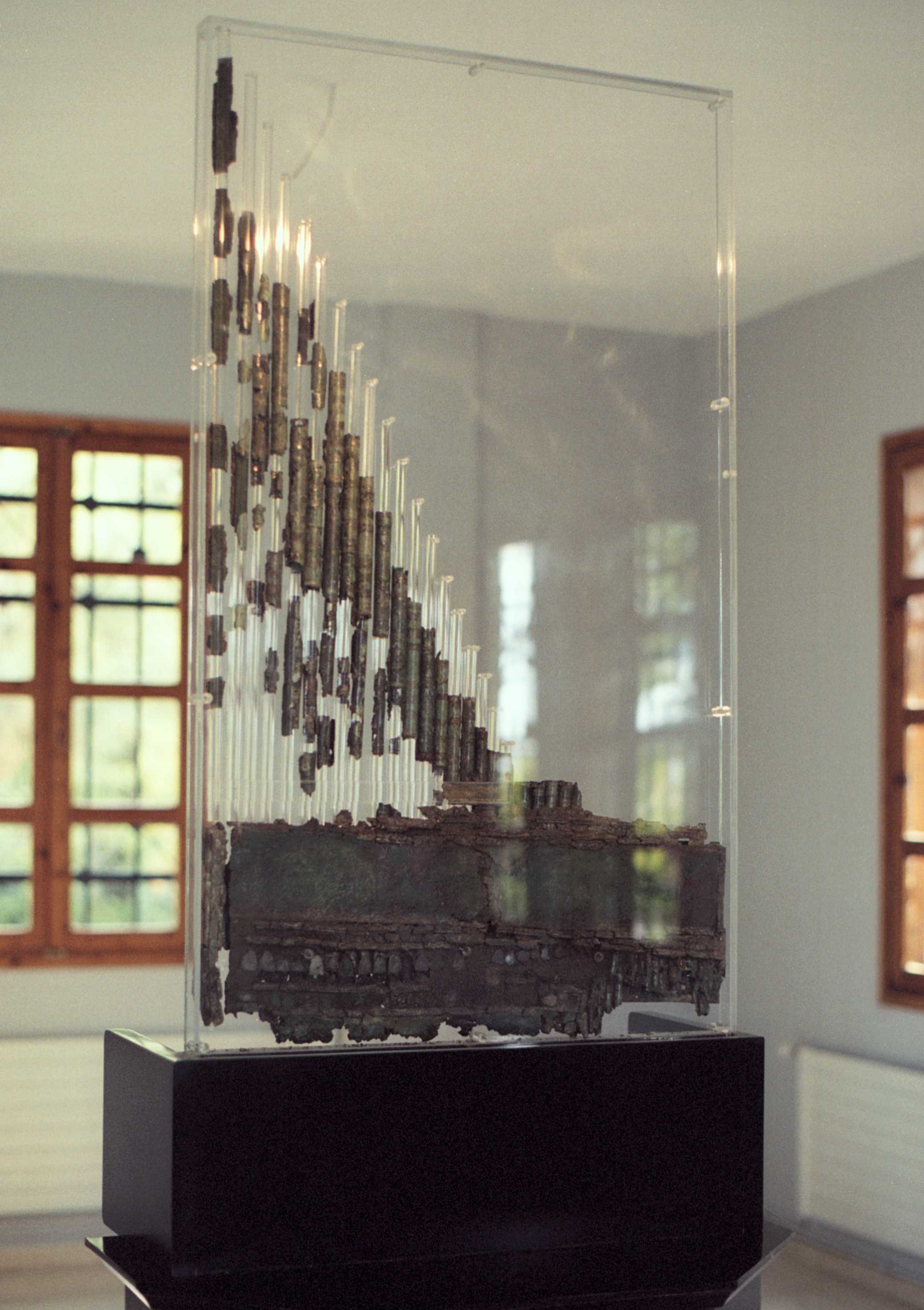
L'hydraule de Dion

L'hydraule ou hydraulis de Dion (grec ancien : Ὕδραυλις τοῦ Δίου / Húdraulis toû Díou — en français, on conserve le genre des noms en grec ancien : donc un hydraule ou une hydraulis, cf. Bailly et Ac.) est un orgue hydraulique antique dont les vestiges ont été découverts en 1980, lors de fouilles dans l'antique cité de Dion (grec moderne : Δίον ; grec ancien : Δῖον ; latin : Dium ), en Piérie, Macédoine centrale, Grèce, au pied du mont Olympe, à 17 km de la capitale Katerini.
C'est le plus ancien exemple archéologique connu d'orgue à tuyaux. Cet artefact est conservé au Musée archéologique de Dion (en).

## Historique des fouilles

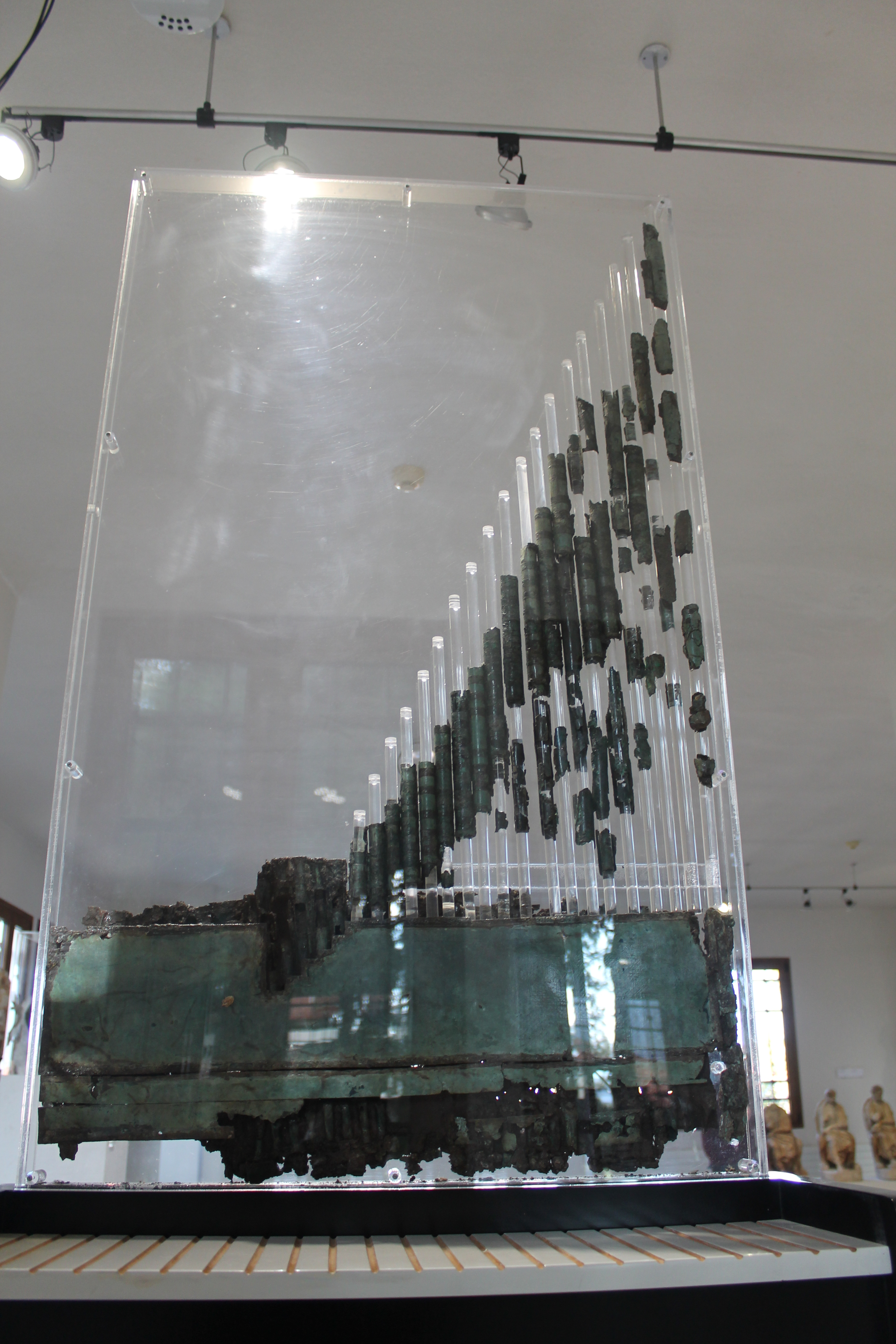
Hydraulis de Dion, Musée archéologique de Dion.

Au début des années 1980, la zone à l'est de la route principale de l'ancienne Dion fut asséchée, car la rivière voisine avait fini par inonder en permanence certaines parties du site archéologique. Dans cette zone, à l'est de la route principale, des fouilles ont été menées à l'été 1992, sous la direction de Dimitrios Pandermalis (en). En face de la villa de Dionysos, les fondations d'un bâtiment ont été mises au jour.
Le matin du 19 août 1992, les archéologues ont trouvé des morceaux de petits tubes de cuivre, accompagnés d'une grande plaque rectangulaire, également de cuivre. Les différentes trouvailles étaient partiellement reliées entre elles dans un sol compacté. La probable importance de la découverte étant d'emblée supposée, la terre a été largement retirée et envoyée au laboratoire pour traitement ultérieur. Les objets nettoyés, il a été reconnu qu'il s'agissait d'un instrument de musique, interprété comme une hydraulis. La découverte a été datée du Ier siècle avant J.-C.,

## L'instrument

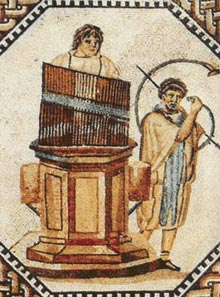
Figure d'un orgue à eau antique : Cornu romain et hydraulis représentés sur une mosaïque de Nennig, Allemagne.

L'orgue à tuyaux de Dion est considéré comme le plus ancien instrument à clavier du monde, le tout premier construit, selon la littérature, au IIIe siècle avant J.-C., à Alexandrie, par l'ingénieur Ctésibios.
L'hydraule de Dion s'avère mesurer 120 cm de haut et 70 cm de large. Les tuyaux de l'orgue sont disposés en deux jeux, se composant de 24 tuyaux d'un diamètre de 18 mm et de 16 tuyaux plus étroits, d'environ 10 mm de diamètre. Ils sont décorés d'anneaux en argent. Le corps de l'orgue est décoré de bandes d'argent et d'ornements en verre rectangulaires multicolores. Les soupapes sont ouvertes par un clavier et l'air qui circule dans le tuyau de l'orgue génère le son. L'instrument est structurellement conforme aux descriptions de l'orgue à eau par Héron d'Alexandrie et Vitruve.

## L'instrument dans le monde antique et médiéval
Après son invention à Alexandrie en Égypte, l'orgue arrive en Grèce à l'époque hellénistique, puis se répand dans l'Empire romain, où il est très apprécié pour l'accompagnement musical des compétitions dans les arènes. À la cour byzantine, l'hydraulis est un objet de prestige. En 757, l'empereur Constantin V envoie un orgue en cadeau au roi de France Pépin le Bref. Ainsi parvenu en Europe, il trouve une nouvelle application dans la liturgie comme orgue d'église.

## Réplique de l'hydraulique de Dion
La reconstitution d'un orgue à eau a été entreprise au Centre culturel européen de Delphes en 1995, avec le soutien du ministère grec de la Culture et des Sports et l'aide du professeur Pandermalis. Les travaux ont été réalisés en s'appuyant sur les documents anciens et l'original retrouvé à Dion. L'instrument a été achevé en 1999.